# Tiberiòpolis

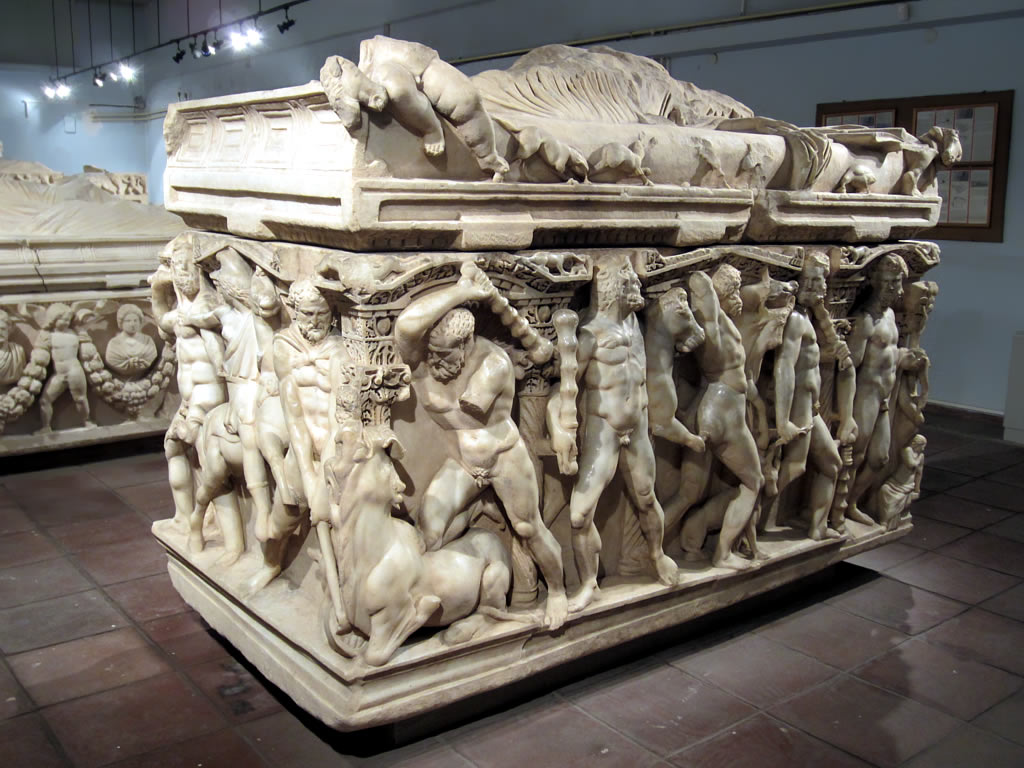
Sarcòfag romà originari de la ciutat.

Tiberiòpolis (en grec antic Τιβεριούπολις) era una antiga ciutat grecoromana de la regió de Frígia i després un bisbat catòlic. La ciutat formava part de la Frígia Pacatiana i la mencionen Claudi Ptolemeu, Sòcrates de Constantinoble i Hièrocles.
Va emetre moneda almenys des del temps de Trajà. La seva situació exacta és incerta si bé era a la regió de Egri Gueuz. La Notitiae Episcopatuum l'esmenta entre les seus sufragànies de Laodicea. Al segle viii va ser agregada a la seu de Hieràpolis i així apareix a la Notitiae Episcopatuum fins al segle xiii.
Le Quien esmenta cinc bisbes coneguts per haver estat presents en algun concili:
- Eustaci, al concili de Constantinoble (536)
- Siles, al Concili de Constantinoble (553)
- Anastasi, al Concili de Constantinoble (692)
- Michael, al concili de Nicea (787)
- Teoctistus, al concili de Constantinoble (879)